# 服部村 (岡山県)
服部村（はっとりむら）は、岡山県吉備郡にあった村。現在の総社市の一部にあたる。

## 地理
高梁川の中流右岸、新本川の下流域の低平地に位置していた。

## 歴史
- 1889年（明治22年）6月1日、町村制の施行により、賀陽郡窪木村、南溝手村、北溝手村、長良村、金井戸村が合併して村制施行し、服部村が発足[1][2]。旧村名を継承した窪木、南溝手、北溝手、長良、金井戸の5大字を編成[2]。
- 1900年（明治33年）4月1日、郡の統合により吉備郡に所属[1][2]。
- 1951年（昭和26年）4月1日、吉備郡総社町に編入され廃止[1][2]。編入後、総社町大字窪木・南溝手・北溝手・長良・金井戸となる[2]。

### 地名の由来
往古織物が盛んに行われた呉服部にちなむ。

## 交通

### 鉄道
- 1908年（明治41年）中国鉄道吉備線が開通し服部駅が開設[2]。

### 乗合バス
- 昭和初期、県道（現国道180号）岡山 - 総社間でバスが運行[2]。

## 産業
- 農業[2]
- 産物：米、麦、藺草[2]

## 教育
1889年（明治22年）尋常精勤小学校（大字南溝手）が尋常服部小学校に改称。1892年（明治25年）服部尋常小学校に改称。1909年（明治42年）高等科を併置し、1947年（昭和22年）服部小学校となる。